# Oleanna (Mamet)
Oleanna è un'opera teatrale del drammaturgo David Mamet, portata al debutto a Cambridge nel 1992. L'opera è stata ispirata e scritta in risposta alle accuse di molestie sessuali mosse da Anita Hill contro Clarence Thomas.

## Trama

### Atto I
Carol, una studentessa universitaria, è a colloquio con un suo professore, John. Carol ha difficoltà con il corso di John e in particolare con il libro scritto dallo stesso professore. John prova a parlare con la studentessa, ma viene spesso interrotto dal telefono: dato che il professore sta per ottenere una promozione, lui e la moglie hanno deciso di comprare una nuova casa più grande e la donna continua a chiamarlo con i dettagli dell'acquisto. Carol è evidentemente in crisi e John cerca di tranquillizzarla raccontandole di aver avuto esperienze simili durante i suoi giorni da studente. John dice a Carol che lei gli piace e che è disposto ad aiutarla: le darà 30 all'esame se lei tornerà a trovarlo durante le sue ore di ricevimento per discutere del materiale didattico. Durante la scena, John continua a sfiorare la giovane, toccandole il viso o la spalla, facendo anche parallelismi tra la società e il sesso e affermando che una certa familiarità tra studente e professore può essere utile ai fini dell'apprendimento. Durante il colloquio Carol si tranquillizza, ma proprio mentre sta per svelare un segreto al professore una telefonata interrompe la conversazione. Ancora una volta è la moglie di John, che rivela al professore che tutte le chiamate erano una scusa per richiamarlo a casa, dove lo attende una festa a sorpresa per celebrare la sua promozione.

### Atto II
Sono passati alcuni giorni e Carol e John sono di nuovo a colloquio, questa volta in un clima più teso e formale. La promozione di John è stata messa a rischio da una lamentela ufficiale che Carol ha presentato al consiglio universitario, in cui accusa il professore di aver fatto numerosi commenti sessisti e pornografici, di averle promesso un buon voto in cambio di più tempo insieme e di averla molestata sessualmente mettendole una mano sulla spalla. John spera di risolvere la situazione in privato con Carol e di convincerla a ritirare la lamentela prima che essa danneggi la carriera di John e il suo acquisto della casa. John afferma inoltre di non capire come le sue parole e azioni possano aver offeso Carol. La studentessa decide di andarsene, ma John l'afferra e le impedisce di uscire; Carol si mette a gridare, chiedendo aiuto.

### Atto III
Due giorni dopo. John non solo non ha ottenuto la promozione, ma è stato anche sospeso ed è tornato in ufficio per sgombrarlo dalle sue cose. Prima di lasciare l'università ha chiesto a Carol di incontrarsi un'ultima volta e la ragazza ha accettato. Carol appare molto diversa dalla ragazza timida e impacciata del primo atto e non esita a smascherare l'ipocrisia di John, che si fa beffe del sistema universitario pur lavorandoci ed essendo lautamente pagato dallo stesso. Carol rivela che il gruppo di ragazze per cui fa da portavoce gli offre un'opzione per tirarsi fuori dai guai: Carol ritirerà l'accusa se John eliminerà certi libri dal programma, tra cui il suo. John rifiuta vigorosamente e afferma di non essere stato a casa negli ultimi due giorni, che ha trascorso in un hotel per cercare di venire a capo della situazione. Carol osserva che se fosse stato a casa avrebbe ricevuto la notifica dell'avvocato che l'informava che ora l'accusa contro di lui non è più solo di molestie ma tentato stupro. Ancora una volta i due sono interrotti da una telefonata della moglie di John, che il professore chiama affettuosamente "topino" (nella traduzione di Masolino D'Amico; "baby" nell'originale). Quando Carol commenta che John non dovrebbe parlare alla moglie con nomignoli accondiscendenti, l'uomo esplode e la picchia brutalmente. Quando John si calma e si rende conto di quello che ha fatto mormora "bene, bene", al che Carol risponde "sì, è così".

## Storia delle rappresentazioni
Oleanna debuttò nel maggio 1992 all'American Repertory Theater di Cambridge, messa in scena dalla neofondata compagnia teatrale Back Bay Theater Company. William H. Macy interpretava John, mentre Rebecca Pidgeon ricopriva il ruolo di Carol. Nell'ottobre dello stesso anno il dramma fece il suo debutto sulle scene newyorchesi all'Orpheum Theatre dell'Off Broadway, con Pidgeon e Macy nei ruoli già interpretati in Massachusetts; per l'esordio a New York Mamet aveva riscritto in parte la scena finale del terzo atto. La prima londinese di Oleanna avvenne al Royal Court Theatre nel 1993, con la regia di Harold Pinter e David Suchet e Lia Williams nei ruoli di John e Carol. Harold Pinter ripristinò per l'occasione il finale originale del dramma come presentato a Cambridge l'anno prima e la scelta, approvata dallo stesso Mamet, fu lodata dai critici britannici e, tra loro, Michael Billington commentò che questo finale mette in luce il dolore e il senso tragico della situazione.
Una settimana dopo il debutto europeo del dramma a Londra, Oleanna ebbe la sua prima italiana al Festival dei Due Mondi di Spoleto, con la traduzione di Masolino D'Amico e la regia di Luca Barbareschi, che interpreta anche John; accanto a lui sul palco, Lucrezia Lante della Rovere recitava nel ruolo di Carol. Una nuova produzione londinese fu diretta da Lindsay Posner al Garrick Theatre nel 2004, con Aaron Eckhart e Julia Stiles nei ruoli di John e Carol. Julia Stiles tornò a recitare nel dramma anche nel 2009, una produzione in scena al Mark Taper Forum di Los Angeles con la regia di Doug Hughes e Bill Pullman nel ruolo di John. L'allestimento fu proposto anche al John Golden Theatre di Broadway, dove però riscontrò scarso successo nel pubblico e un mese di repliche vennero cancellate.

## Adattamenti
Nel 1994 è stata realizzata la versione cinematografica Oleanna con la regia dello stesso David Mamet.